# Агентство интернет-исследований
Аге́нтство интерне́т-иссле́дований (англ. Internet Research Agency, также в прессе и иных источниках обозначается как «кремлебо́ты», «фа́брика тро́ллей», «приго́жинские тро́лли», «о́льгинские тро́лли», «лахтобо́ты») — российская структура со штаб-квартирой в Санкт-Петербурге, занимающаяся дезинформацией, формированием общественного мнения, в частности, дискредитацией российской оппозиции. Агентство использует фейковые аккаунты в крупных социальных сетях и онлайн-изданиях, на форумах и в видеохостингах для продвижения интересов заказчика, в основном занимаясь распространением прокремлёвской точки зрения во внутренней и внешней политике (включая вооружённый конфликт на востоке Украины и гражданскую войну в Сирии).
Фабрика принадлежала российскому бизнесмену Евгению Пригожину, известному как «повар Путина». Ранее Пригожин скрывал отношения с «Фабрикой», однако его причастность к спонсированию организации была раскрыта в расследовании «Новой газеты» в 2013 году и в дальнейшем подтвердилась спецпрокурором США Робертом Мюллером. В заключении, по итогам расследования Мюллера, Агентство интернет-исследований, Евгения Пригожина и связанные с ними СМИ обвинили во вмешательстве в американские президентские выборы 2016 года и разжигании внутринациональных конфликтов.
В 2018 году в США против организации и её руководителей заочно были выдвинуты уголовные обвинения, а сама организация и связанные с ней лица попали в санкционный список США. В 2022 году, после признания Россией ДНР и ЛНР и вторжения на Украину, Евросоюз, Швейцария, Япония и Великобритания ввели санкции против агентства. В июле 2022 года Госдепартаментом США была объявлена награда в 10 млн $ за информацию о 12 сотрудниках агентства в связи со вмешательством в политические и избирательные процессы в США. Социальные сети Facebook, Instagram, Twitter и видеохостинг YouTube проводят политику по защите пользователей от влияния «фабрики троллей».
В феврале 2023 года Евгений Пригожин, ранее отрицавший свою связь с агентством, заявил, что придумал, создал, финансировал его и длительное время управлял им. По его словам, он создал «фабрику троллей» «для защиты российского информационного пространства от хамской агрессивной пропаганды антироссийских тезисов со стороны Запада».
Аналоги российской «фабрики троллей» распространены и в других странах, например, на Украине и в Польше. Также существует проект под названием «Легион Эльфов», запущенный в ответ на российское вторжение на Украину фондом «Свободная Россия». Он известен своей направленностью на контрпропаганду, осуществляемую путём массового использования ботов для размещения комментариев в социальных сетях.

## История
По данным ЕГРЮЛ, Агентство интернет-исследований создано 26 июля 2013 года. Но согласно отчётам Центра по изучению компьютерной пропаганды при Оксфордском университете, первые эксперименты с агитацией в социальных сетях провластные структуры проводили ещё во время региональных выборов 2009 года. В 2013 году организация через Twitter пыталась влиять на политические процессы в США. Широкой общественности агентство стало известно в сентябре 2013 года после расследования «Новой газеты» под названием «Где живут тролли. И кто их кормит», где впервые был использован термин «фабрика троллей». Позже это поименование широко распространилось в СМИ и закрепилось за «Агентством интернет-исследований». Корреспондент «Радио Свобода» в Санкт-Петербурге Виктор Резунков и журналист газеты «Коммерсантъ» Григорий Туманов выяснили, что, согласно ЕГРЮЛ, генеральным директором фирмы является отставной полковник милиции Михаил Быстров, но при этом у неё нет действующих контактов в открытом доступе, а указанный в ЕГРЮЛ мобильный телефон принадлежит бывшему сотруднику. Учредителем организации числился Михаил Куркин, гендиректором — Николай Чумаков, офисы были открыты в Москве и Санкт-Петербурге. Петербургский офис располагался в районе Ольгино, что породило другое расхожее название — «ольгинские тролли».
Корпоративная переписка агентства, опубликованная в 2014 году хакерской группой «Шалтай-Болтай», указывала на то, что фирма содержится за счёт компаний, которые близки к Евгению Пригожину и получают прибыль от подрядов для Министерства обороны России. В докладе специального прокурора США Роберта Мюллера указано, что организацию финансируют за счёт двух его компаний — «Конкорд Кейтеринг» и «Конкорд Менеджмент и Консалтинг», получающих прибыль с подрядов Министерства обороны России. На связь предпринимателя и интернет-структуры указывают бывшие сотрудники организации. По итогам расследования, опубликованного в 2018 году, спецпрокурор США Роберт Мюллер называл Агентство интернет-исследований проектом Пригожина. Об этом же заявляла сенатор Дайэнн Файнстайн во время слушаний в конгрессе США.

Согласно расследованию журнала РБК, «Агентство интернет-исследований» являлось только одним из юридических лиц «фабрики троллей». В 2015 году британский программист Лоуренс Александер провёл расследование и определил на основании счётчиков Google Analytics, что с Агентством связаны учредители ряда российских СМИ, объединённые в так называемую «Фабрику медиа»: 
- РИА ФАН
- «Экономика сегодня»
- «Народные новости»
- «Политика сегодня»
- «КиевСМИ»
- «Нью Информ»
- «ПолитЭксперт»
- «Невские новости»
- «Новостное агентство Харькова»
- «Инфореактор»
- «Журналистская правда»
- «ПолитРоссия»
- «Слово и дело»
- «ПолитПазл»
- «Кто есть кто»

Ежемесячная аудитория «Фабрики медиа» превышает 36 млн человек. В 2014 году обе «фабрики» занимали офисы в одном здании в Санкт-Петербурге на улице Савушкина. Кроме того, связь между аккаунтами и сайтами этих организаций подтверждают данные Facebook и Google Analytics. По мнению журналиста «Новой газеты», это также подтверждается тем, что в своих комментариях такие аккаунты неоднократно ссылались на публикации вышеперечисленных СМИ. Издание Snob утверждало в 2019 году, что о тесном взаимодействии этих структур свидетельствовало общее руководство: один из руководителей медиахолдинга Михаил Бурчик одновременно являлся исполнительным директором «Агентства интернет-исследований». В октябре 2019 года стало известно о создании объединённой медиагруппы «Патриот», куда вошли РИА ФАН, «Политика сегодня», «Экономика сегодня» и Nation News. Попечительский совет объединения возглавил Евгений Пригожин, хотя он отрицал свою связь с предшествующей деятельностью холдинга.
В марте 2014 года организация сменила юридическое лицо на ООО «Интернет-исследования», учредителем которого стал бывший начальник УМВД по Московскому району Михаил Быстров. Де-юре компания располагалась по адресу Большая Разночинная улица, дом 17, но, по данным информатора «Новой газеты», арендовала помещения на улице Савушкина, дом 55. По этому адресу также располагался целый ряд интернет-изданий («Невские новости», «Федеральное агентство новостей», «Экономика сегодня», «Народные новости»), которые журнал РБК назвал «фабрикой медиа». В сентябре «Интернет-исследования» присоединились к ООО «Тека». По мнению этого же информатора, стоимость аренды офиса на улице Савушкина составляла около 3 млн рублей, как минимум 16 млн рублей уходило на ежемесячное содержание сотрудников.
В июне 2015 года об агентстве было опубликовано журналистское расследование в The New York Times о существовании в Санкт-Петербурге «фабрики интернет-троллей». Пресс-секретарь президента РФ Владимира Путина Дмитрий Песков в ответ заявил, что Кремль не сотрудничает с Агентством интернет-исследований, о существовании которого им неизвестно.
В июле 2015 года компания заявляла о своём закрытии, но позднее перерегистрировала юридическое лицо на ООО «Главсеть» и продолжила работу. На тот период «фабрика» была официально зарегистрирована на Искровском проспекте. Её руководителем был указан некий Николай Космаков, учредителем — Валерий Кузьмин.
По данным сайта Meduza, в ноябре 2015 года был создан ныне не действующий сайт whoiswhos.me, скопировавший функционал и содержание у сайта Wikiblogger («классифицировал» блогеров и собирал информацию о них, обещая выплачивать 500 рублей за информацию о пишущих «пессимистичные» или «злобные» посты. Сайт был заблокирован Роскомнадзором в ноябре 2015 года за «многочисленные нарушения закона о персональных данных»). На нём публиковались имена и адреса петербургских оппозиционеров и комментаторов, критически отзывавшихся о властях в соцсетях. Некоторые из них впоследствии подвергались физическим нападениям. Деятельность сайта привлекала внимание петербургских и российских депутатов. По данным издания «Фонтанка.ру», «фабрика троллей» также администрировала сайт whoiswho.com.ua, где размещалась аналогичная информация об украинских политиках, а украинский сайт в итоге переехал на домен .org, созданный в конце 2015 года.
В октябре 2016 года офис Агентства интернет-исследований и редакцию газеты «Невские новости», располагавшиеся в бизнес-центре на улице Савушкина, подожгли неизвестные, однако возгорание удалось потушить. В декабре 2017 года «фабрика троллей» переехала в недавно построенный бизнес-центр «Лахта-2» на улице Оптиков, застройщик которого (компания «Дорстройтрест-М») был одним из шести жертвователей избирательной кампании Владимира Путина в 2004 году. В январе 2019 года офис компании неоднократно становился объектом атак телефонных террористов. Собственник здания заявил о расторжении договора аренды с агентством из-за постоянных неудобств для других арендаторов. В этот период ООО «Главсеть» было ликвидировано, агентство продолжило работать через ООО «Тека».

В Петербурге и Москве в специально оборудованных офисах орудуют интернет-тролли, которые хвалят Сергея Собянина и Владимира Путина, ругают Алексея Навального, Америку, и защищают Сирию.
— Александра Гармажапова Где живут тролли. И кто их кормит // Новая газета
В январе 2021 года «Радио Свобода» опубликовала интервью с работником отдела «Федерального агентства новостей», действующего как «фабрика троллей» (его фамилия не приводится). В частности, он рассказал, что для комментариев в социальных сетях используются аккаунты умерших людей, работники также используют чужие фотографии в своих аккаунтах. По его словам, на «фабрике троллей» работают не меньше 150 человек в дневную смену только в одном здании. Один из отделов специализируется на мемах, в которых лица журналистов или оппозиционных политиков накладываются на кадры из порнофильмов.
В сентябре 2021 года The Insider опубликовал статью, в которой утверждалось, что в распоряжении редакции оказался список из «десятков фамилий» людей, получавших деньги от «компаний, связанных с Евгением Пригожиным». По данным The Insider, большинство людей из списка никому не известно и занимается распространением платных комментариев за деньги. Единственной узнаваемой персоной в списке оказался Анатолий Вассерман, который подтвердил редакции получение денег от РИА ФАН за написание еженедельных колонок.

## Внутреннее устройство
Американский спецпрокурор Роберт Мюллер указывал, что в 2016 году деятельностью организации руководили Михаил Быстров (бывший начальник УМВД по Московскому району Санкт-Петербурга) и Михаил Бурчик (один из руководителей медиахолдинга «Фабрика медиа»), оперативным управлением иностранного отдела — Джейхун Асланов, являвшийся одновременно учредителем компаний «Азимут» и «Центр управления репутацией». За свою работу в Агентстве Асланов попал в санкционный список США. Ему, как сообщает источник телеканала «Дождь», напрямую подчинялась Катарина Аистова, ответственная за текущее управление и через двух дежурных менеджеров. С деятельностью компании также связаны учредитель РИА ФАН Евгений Зубарев и идеолог Андрей Михайлов, который, как отметила «Новая газета», в 2013 году получил известность провокациями против писателя Дмитрия Быкова, против журнала Forbes, против самой «Новой газеты», и против ряда других изданий. Все они отрицали свою причастность либо игнорировали запросы журналистов.
По свидетельствам бывших сотрудников, в 2017 году в компании работало около 400 человек, которые ежедневно комментировали посты в «Живом Журнале», Twitter, Facebook, YouTube, русскоязычных либеральных СМИ и городских форумах, а также снимали постановочные ролики и переписывали новости. По мнению бывшего сотрудника, агентство получало темы непосредственно из Кремля. Пресс-секретарь президента Дмитрий Песков в 2019 году назвал эти утверждения «домыслами».
Среди комментируемых тем согласно словам бывших сотрудников (Ольга Мальцева, Людмила Савчук, Марат Буркхард, Татьяна Н., Антон Н., Лена Н.) и техзаданиям были деятельность президента РФ Владимира Путина, вооружённый конфликт на востоке Украины, убийство Бориса Немцова, гражданская война в Сирии.
Согласно свидетельствам бывших сотрудников, с IP-адреса «Интернет-исследований» (был сфотографирован Ольгой Мальцевой для судебных заседаний) управляли и другими проектами.

### Обязанности сотрудников
В обязанности сотрудника входит написание не менее пяти «провластных» комментариев в день на политические темы в соответствии с выдаваемым начальством техзаданием (по данным Туманова, подробно разъясняющее содержание поста), а также, по данным журналиста «Коммерсантъ» Анны Пушкарской, ведение собственного блога на заданные темы.
В организации, по данным, полученным главным редактором сайта «Радио Свобода» Дмитрием Волчеком в беседе с блогером Маратом Буркхардом, проводятся уроки «политинформации» и экзамены по идеологии. В организации есть отделы «Живого Журнала», Facebook, новостей, отделы создания видеороликов и демотиваторов. Также есть отделы на английском и украинском языках, занятые комментирование на сайтах иностранных СМИ. В ходе своей работы комментаторы работали на российских провинциальных форумах, устраивая заранее срежиссированные дискуссии. В написанных ими комментариях должны были быть указаны ключевые слова (теги), которые нельзя спрягать и склонять. Иногда исходный текст публикуется в ЖЖ, после чего начинает размещаться на форумах, в случае необходимости — с подтверждающими ссылками на СМИ.
За 12-часовую смену сотрудники публиковали в среднем 135—141 комментарий на заданную тему, каждый из которых содержал не менее 200 символов. В Агентстве интернет-исследований действовала жёсткая иерархическая структура: копирайтеры контактировали только со своим непосредственным начальником и не знали вышестоящее руководство. В офисах были установлены камеры, действовал пропускной режим, сотрудников проверяли на детекторе лжи, сканировали страницы работников в социальных сетях. Среди персонала проводились регулярные экзамены по идеологии, были распространены штрафы и увольнения за несоответствие убеждений.

### Заработная плата
В русском отделе средняя стартовая зарплата с премиями составляла около 45 тыс. рублей, в американском — 50-60 тыс. рублей. Бывшая сотрудница Людмила Савчук озвучивала заработную плату в ООО «Интернет-исследования» по состоянию на 2015 год: 30 тыс. рублей — для копирайтера, 40—50 тыс. рублей в месяц для простого комментатора, 60 тыс. рублей — для знающего иностранные языки, 70-80 для руководства. По данным Волчека, заработную плату комментаторам выплачивали при выполнении нормы — оставлении 135 комментариев (не менее 200 знаков) за 12-часовую смену. Политический технолог Станислав Белковский и президент исследовательского центра «Политическая аналитика» Михаил Тульский оценивали заработную плату участника бригады от одной до пяти тысяч долларов США в месяц.
В 2019 году социальная сеть «ВКонтакте» начала зачистку фейковых аккаунтов, чтобы избавиться от «замусоренности» пабликов.

## Деятельность в Рунете
В 2018 году американское издание The Christian Science Monitor высказало мнение, что «Агентство интернет-исследований» создавалось в России для внутреннего пользования. По мнению издания, хотя Агентство хорошо финансируется и способно заниматься коммерческим «интернет-маркетингом», скандальную известность оно получило из-за своей политической деятельности по «наполнению российских соцсетей прокремлёвскими комментариями, блогами, записями и инфографикой».
В 2015 году The New York Times отмечала, что Агентство было замечено в попытках дискредитировать российскую оппозицию. Так, после убийства политика Бориса Немцова «фабрика троллей» распространяла информацию о причастности к его смерти украинских политиков и российских оппозиционеров. Бывшая сотрудница агентства Людмила Савчук в 2015 году рассказала The New York Times, что после убийства Немцова «весь её отдел перевели в группу комментариев на сайтах российских СМИ и дали указание писать о том, что оппозиция сама подстроила это убийство». По словам Савчук, её группа считалась «элитной»: в то время как другим отделам выдавали список однотипных прокремлёвских комментариев, Савчук и её коллеги по группе создавали «правдоподобных персонажей, выделявшихся из толпы». У самой Савчук было три альтер эго, каждое из которых вело блог в «Живом Журнале».
Совместно с «Федеральным агентством новостей» в мае 2019 года «фабрика троллей» вела кампанию против оппозиционно настроенного депутата петербургского парламента Максима Резника. На публикацию заметок, слежку за семьёй политика и покупку куртки депутата для проверки её на остатки наркотических веществ (было видео с депутатом, курящим на балконе предположительно самокрутку с наркотическим веществом), по оценкам «Фонтанки.ру», было потрачено не менее 10 млн рублей. Пресс-секретарь лидера политической партии «Яблоко» Григория Явлинского также подтверждал атаки и давление со стороны «фабрики троллей». После взрыва в Магнитогорске зимой 2018 года тролли активно комментировали паблики оппозиционно настроенных СМИ в «ВКонтакте», опровергая версию теракта, которая официально опровергалась властями.
По данным «Новой газеты», весной 2013 года Агентство присоединилась к волне возмущения в соцсетях по поводу публикации в Forbes рекламного интервью бизнесмена Сергея Соловьёва как статьи, за что многие пользователи сети обвиняли издание в продажности.
По мнению оппозиционера Леонида Волкова, одна из целей практикуемого Агентством троллинга — засорить и скомпрометировать весь Рунет, «заглушить дискуссию на любой площадке, создать атмосферу ненависти», чтобы нормальному человеку захотелось держаться от интернета подальше. Подобную точку зрения разделяют политологи Сара Кендзтор и Кэти Пирс, наблюдавшие схожую ситуацию в Азербайджане, где после правительственной кампании по дискредитации интернета более 85 % женщин ограничили своё пользование глобальной сетью.
В 2018 году эксперт ВЦИОМ Кирилл Родин отметил, что в России существует мало исследований о том, «как информационные потоки в интернете влияют на общественное мнение». По его оценке, это влияние «минимально и сосредоточено в очень локальных сегментах».

## Внешняя деятельность

### США

#### PR-проекты
В сентябре 2013 года бизнес-структуры Евгения Пригожина анонсировали патриотический проект «Америка. Возвращенцы». Пиар-проект предлагал финансовые бонусы русским эмигрантам за возвращение на родину, но не был успешным.

#### Выборы президента 2016 года
В 2018 году против Евгения Пригожина и его «фабрики троллей» в США заочно были выдвинуты уголовные обвинения. В документе, подготовленном в 2018 году по результатам расследования аппарата спецпрокурора США Роберта Мюллера, утверждалось, что активная работа Агентства на западных интернет-ресурсах началась в 2014 году. В преддверии выборов президента США 2016 года Агентство разжигало внутриполитические конфликты и пыталось вызвать раскол в американском обществе. Для этого сотрудники Агентства под вымышленными именами устраивали в соцсетях политические споры. При этом они использовали компьютерные системы США с целью сокрытия российского происхождения постов. По версии следствия, Агентство вмешивалось в выборы с целью «очернить» кандидата в президенты США Хиллари Клинтон.
В опубликованных в 2014 году «Анонимным интернационалом» материалах и письмах, похищенных с компьютеров Агентства, упоминался проект World Translation, нацеленный на улучшение имиджа России в глазах иностранцев. В этот же период сотрудники агентства Александра Крылова и Анна Богачёва посетили Неваду, Калифорнию, Нью-Мексико, Колорадо, Иллинойс и другие штаты для подготовки и сбора информации.
Весной 2015 года американский отдел «фабрики» начал активно комментировать дискуссии политических и общественных групп в социальных сетях, сайты The New York Times, The Washington Post, Huffington Post и других иностранных СМИ. Они стремились понизить рейтинг президента США Барака Обамы, вызвать недоверие американцев к власти и спровоцировать беспорядки. «Тролли» оставляли провокационные записи в сообществах, агитировавших за движение против полицейского насилия BLM («Чёрные жизни имеют значение»), а также в религиозных пабликах «Объединённые мусульмане Америки», «Армия Иисуса» и многих других. В общей сложности иностранный отдел вёл не менее 118 сообществ и аккаунтов в Facebook, Instagram и Twitter. Отдельное подразделение компании занималось постановкой провокационных видео. К примеру, на фабрике был спродюсирован ролик, в котором мужчина в американской военной форме расстреливает Коран. По утверждению одного из экс-сотрудников американского отдела «фабрики троллей», Агентством также было изготовлено видео, на котором темнокожий занимается сексом с проституткой, похожей на Хиллари Клинтон. Кроме того, Агентство производило пропагандистскую инфографику и анимацию при участии студии «Инфосёрфинг».
Также в этот период Агентство организовало более 40 мероприятий и митингов в разных городах США. Оно сотрудничало с активистами на местах, спонсировало их перелёты между городами, печатало полиграфическую продукцию. Для общения с американскими гражданами в организации действовала система прокси-серверов, скрывавшая реальный IP-адрес компьютера.
В июне 2015 года The New York Times Magazine опубликовал расследование журналиста Адриана Чена The Agency («Агентство»). Корреспондент связывал распространение ложной информации об аварии на химическом заводе в Луизиане и вспышке лихорадки Эбола в Атланте с деятельностью «троллей». Главный юрисконсульт Facebook Колин Стретч назвал подобные публикации «вероломной попыткой разделить людей». Вскоре Facebook заблокировал существующие группы «фабрики» на английском языке, аккаунты вымышленных администраторов и часть личных страниц сотрудников.
К 2016 году аудитория вновь созданных Агентством сообществ превышала сотни тысяч подписчиков. В этот период активисты начали активно закупать политическую рекламу, направленную на дискредитацию кандидата от демократов Хиллари Клинтон и участников праймериз от республиканцев Теда Круза и Марко Рубио. Акция финансировалась через аккаунты PayPal, зарегистрированные на украденные персональные данные американцев.
По данным РБК, за 2015—2017 годы на обеспечение работы американского отдела, состоящего минимум из 90 человек, было потрачено 3,2 миллиона долларов. Из них примерно 80 тыс. ушло на покупку виртуальных сим-карт, прокси-серверов и другого IT-обеспечения, а бо́льшая часть — на зарплаты сотрудникам. По другим данным, только ежемесячный бюджет в 2017 году превышал 1,25 млн долларов.
В декабре 2016 года АНБ подготовило доклад о вмешательстве российских бизнес-структур в президентские выборы, после чего три комитета Конгресса США и специальный прокурор Роберт Мюллер начали собственное расследование. Через год корпоративная переписка Агентства интернет-исследований снова была взломана, что, по всей видимости, помогло Мюллеру выявить руководителей компании. Вскоре Facebook сообщил о 470 фейковых аккаунтах и о закупках политической рекламы в интересах России на общую сумму более 100 тыс. долларов. Она охватила во время предвыборной президентской гонки более 146 млн пользователей. Через год компания обнаружила и заблокировала ещё 270 аккаунтов, якобы принадлежавших Агентству интернет-исследований. В дальнейшем соцсеть проводила подобные зачистки регулярно, занося данные в специальную базу. Facebook даже анонсировал инструмент, позволяющий пользователям отследить свои контакты с аккаунтами и постами «фабрики».
На видеохостинге YouTube агентство вело 18 каналов, опубликовавших 1100 пророссийских роликов общей продолжительностью 43 часа. Их производство обошлось примерно в 100 тыс. долларов (по другим данным — 57,7 тыс. долларов). С июня 2015 по ноябрь 2016 года их посмотрело более 300 тыс. человек. Стало известно о деятельности 2,7 тыс. подставных аккаунтов Twitter и 36 тыс., предположительно связанных с «российскими спецслужбами». Всего на подозрительных страницах опубликовано около 1,4 млн твитов о президентских выборах 2016 года, которые получили около 288 млн «откликов». Руководство Twitter оповестило более 1,5 млн пользователей, что они потенциально могли попасть под влияние российской пропаганды. В октябре 2017 года телеканал CNN сообщал о попытках России вызвать расовую напряжённость в американском обществе с помощью игры Pokémon Go. Предположительно, «фабрика троллей» участвовала в кампании «Не стреляйте в нас», где игроки проходили квесты по местам, связанным с превышением полицией своих полномочий. Исследователи из Университета Джорджа Вашингтона также обвиняли «фабрику» в распространении дезинформации о вакцинации школьников.
Ряд сенаторов США высказывал опасения, что стратегию «фабрики троллей» могут взять на вооружение террористы и «худшие режимы мира». Предотвратить это призвана политика социальных сетей на усложнение подтверждения личности и мониторинг активности сообществ.
Согласно опубликованным в 2018 году архивам Twitter, почти треть из 3841 ботоаккаунта была создана в марте — июне 2014 года. Максимальная активность троллей в этом году была приурочена к крушению малайзийского Boeing MH17. Но наибольшее количество постов опубликовано в 2015 году — более 3 млн твитов, или около трети всех публикаций «фабрики троллей» на этой платформе. Среди популярных хештегов: #русскийдух, #образроссии, #провокациякиева, #киевсбилбоинг, #киевскажиправду #americafirst, #makeAmericagreatagain. Перепосты некоторых заметок делали члены избирательного штаба и президентской администрации Трампа, и даже его сын Дональд Трамп-младший. Как отметил конгрессмен от Коннектикута Джим Хаймс: «Осознанно или нет, они помогли легитимизировать и распространить русскую дезинформацию». Некоторые из постов стали вирусными: например, одна из записок, опубликованных в сообществе по защите интересов полицейских, набрала 1,3 млн реакций и 73 тыс. кликов.
16 февраля 2018 года специальный прокурор Роберт Мюллер и федеральный суд округа Колумбия заочно предъявили обвинения во вмешательстве в американские выборы Агентству интернет-исследований, Евгению Пригожину, финансировавшему агентство, и ещё двенадцати российским гражданам, которые руководили Агентством, или были как-то связаны с его деятельностью. В частности, обвинения были предъявлены Марии Бовде (Марии Беляевой), курировавшей американский отдел на момент его создания; её заместителю Роберту Бовде; Джейхуну Асланову, сменившему Бовду на этом посту; генеральному директору Михаилу Быстрову и исполнительному директору Михаилу Бурчику (Михаилу Абрамову); генеральному директору РИА ФАН Александру Крылову; переводчику Анне Богачёвой, посещавшей США для сбора информации; Ирине Каверзиной, регистрировавшей фальшивые аккаунты американских граждан; IT-специалисту Сергею Полозову; аналитику Вадиму Подкопаеву; Глебу Васильченко, обвинённому в банковском мошенничестве; Владимиру Венкову, размещавшему записи под видом американских пользователей. Они были обвинены в «сговоре с целью причинения ущерба Соединённым Штатам». Троим из списка было вынесено обвинение в сговоре с целью совершения мошеннических действий, а пятерым предъявлены обвинения в краже личных данных. Согласно отчёту Комитета Сената США по разведке от 2019 года, поддерживая Дональда Трампа, Агентство действовало непосредственно в интересах и по команде Кремля. На это также указывали обозреватель Bloomberg View Леонид Бершидский, корреспондент BuzzFeed News Макс Седдон и ряд других журналистов. Тем не менее основатель WikiLeaks Джулиан Ассанж назвал российское влияние на выборы «стратегически незначительным».
Вы действительно думаете, что человек, который занимается ресторанным бизнесом, имея даже какие-то хакерские возможности, имея какую-то частную фирму в этой сфере (я даже не знаю, чем он там занимается) — что он действительно с этих позиций может повлиять на выборы в Соединённых Штатах или в какой-то европейской стране? Как же низко пало вот всё, что происходит в информационной и политической сфере в странах объединённого Запада, если ресторатор из России может повлиять на выборы в какой-то из европейских стран либо в Соединённых Штатах.
В марте 2018 года Евгения Пригожина и Агентство интернет-исследований внесли в санкционные списки из-за «зловредной киберактивности». Позднее — за участие, спонсорство, сокрытие или иную причастность к иностранному вмешательству в американские выборы. В результате имущественный интерес Пригожина, включающий три частных самолёта и яхту, заблокировали, а гражданам США было запрещено взаимодействовать с ними. В сентябре 2019 года к спискам добавили ещё двух россиян, работавших в агентстве: Дениса Кузьмина и Игоря Нестерова, а также связанные с Пригожиным компании Autolex Transport Ltd, Beratex Group Limited и Linburg Industries Ltd. К декабрю того же года Управление по контролю над иностранными активами Министерства финансов США дополнило список четырьмя российскими СМИ: Федеральным агентством новостей, «Экономикой сегодня», «Невскими новостями» и USA Really.
По запросу властей США 15 октября 2019 года в Минске задержали попавшую в список Мюллера Анну Богачёву. Но генпрокуратура Беларуси не нашла оснований для заключения Богачёвой под стражу, и вскоре женщину отпустили.

#### Выборы в конгресс в 2018 году
В октябре 2018 года Министерство юстиций США обвинило Елену Хусяйнову в попытке вмешательства в выборы в США, в том числе в предстоящие промежуточные выборы в конгресс. Женщина работала главным бухгалтером в проекте по дезинформации американских граждан «Лахта» и регулировала финансирование программы. Общая сумма дотаций в 2016—2018 годах составила 35 миллионов долларов, из которых только за июнь 2018 года на рекламу в Facebook потратили более 60 тысяч долларов и 6 тысяч долларов — в Instagram.
Американские соцсети периодически находят и блокируют сети аккаунтов, связанных с «фабрикой троллей». Так, в апреле 2018 года Reddit заблокировал 944 подозрительных аккаунта. В начале ноябре 2018 года, незадолго до промежуточных выборов в Конгресс, Facebook обнаружил и заблокировал 85 новых аккаунтов, ещё 30 аккаунтов заблокировали в Instagram. В ответ на блокировки через новозарегистрированный сайт USAIRA.ru, название которого является сокращением от USA и IRA (Internet Research Agency), было опубликовано обращение «фабрики троллей» к американским гражданам. Провокаторы указали, что ведут тысячи аккаунтов в социальных сетях, дискредитирующих американских политиков. 6 ноября Пентагон совместно с АНБ провёл хакерскую атаку, ограничив доступ в сеть с компьютеров «Агентства интернет-исследований». Акция позволила предотвратить иностранное вмешательство в результаты голосования и продемонстрировать возможности спецгруппы по противодействию российской угрозе, созданной в 2017 году по поручению администрации Дональда Трампа. Операция стала самой радикальной мерой против вмешательства россиян и, по данным NBC News, была одобрена президентом Трампом. Через месяц после атаки группа российских сенаторов во главе с Андреем Клишасом внесла в Госдуму проект закона о «суверенном интернете».

#### Президентские выборы 2020 года
В октябре 2019 года Комитет Сената США по разведке сообщал о росте прокремлёвской активности в социальных сетях после президентских выборов 2016 года. Активность связанных с организацией аккаунтов в Instagram выросла более чём на 200 %, аккаунтов в Facebook, Twitter и Youtube — более чем на 50 %. Председатель комитета Ричард Барр призывал к принятию правил о раскрытии данных о покупателях политической рекламы, он также пояснял:

Россия ведёт информационную кампанию против США, которая не началась и не закончилась выборами 2016 года. Их цель более широкая: посеять общественные разногласия и подорвать доверие общественности к правительственному механизму. Заполняя социальные сети ложными сообщениями, теориями заговора и троллями, и используя существующие противоречия, Россия пытается породить недоверие к нашим демократическим институтам и нашим согражданам. Хотя Россия, возможно, была первой, кто оттачивал современную тактику дезинформации, изложенную в этом отчёте, другие противники, включая Китай, Северную Корею и Иран, следуют этому примеру.
Оригинальный текст (англ.)Russia is waging an information warfare campaign against the U.S. that didn’t start and didn’t end with the 2016 election. Their goal is broader: to sow societal discord and erode public confidence in the machinery of government. By flooding social media with false reports, conspiracy theories, and trolls, and by exploiting existing divisions, Russia is trying to breed distrust of our democratic institutions and our fellow Americans. While Russia may have been the first to hone the modern disinformation tactics outlined in this report, other adversaries, including China, North Korea, and Iran, are following suit.

 Социальные сети, которые обвиняли в пропаганде, обязали предоставлять информацию о подозрительной активности на своих платформах. К примеру, 21 октября 2019 года Facebook обнаружил и заблокировал 93 аккаунта и 17 страниц в Instagram иранского и российского происхождения. Они публиковали мемы, аналоги которых уже использовала «фабрика троллей». По мнению Марка Цукерберга, это свидетельствовало о намерении России, Ирана и Китая «проявить активность во время предстоящих выборов».
Когда Facebook и Twitter ввели меры для поиска и удаления фейкового контента, российские «тролли» изменили основную стратегию: вместо создания собственного контента они увеличивают виральность чужих постов, соответствующих идеологически.

### Украина
В январе 2018 года в программе «Гроши» на украинском телеканале «1+1» якобы бывший работник агентства рассказал о работе филиала в Харькове, контролировавшего более тысячи аккаунтов в социальных сетях. Сотрудники петербургского офиса также неоднократно подтверждали факт антиукраинской пропаганды. По мнению члена неправительственной организации «Информационная безопасность» Татьяны Поповой, особая активность прокремлёвских «троллей» началась после конфликта в Керченском проливе.

### Пропаганда в других странах
В 2018 году издание The Times опубликовало расследование, в котором утверждалось, что Кремль с помощью «фабрики троллей» проводит кампанию по дезинформации британских подростков с целью манипуляции общественным мнением. Для этого было создано 2848 аккаунтов в Twitter, Instagram и Tumblr.
В начале 2018 года «Коммерсантъ» сообщал, что в государствах Африки работают группы российских политтехнологов, которые следят за социально-политической ситуацией и проводят социологические исследования в тех странах, где в ближайшие год или два должны состояться президентские или парламентские выборы. В сферу интересов специалистов, связанных с «фабрикой троллей», попали, в частности, Мадагаскар, ЮАР и Кения. В конце октября 2019 года Facebook сообщил, что заблокировал три сети фальшивых аккаунтов и групп, предположительно связанных с «фабрикой троллей». Одна сеть была ориентирована на страны южнее Сахары: Мадагаскар, ЦАР, Мозамбик, ДРК, Кот-Д'Ивуар и Камерун. Две других — исключительно на Судан и Ливию.

## Судебные иски
Самый знаменитый участник «фабрики троллей» — Людмила Савчук, требовавшая через суд выплаты заработной платы и возмещения морального вреда от своего бывшего работодателя ООО «Интернет-исследования». Она устроилась на работу по объявлению в интернете, предлагавшем заниматься написанием комментариев и постов в интернете на заданную тему. Трудовая деятельность шла посменно, по 12 часов. Единственным подписанным документом при устройстве стала подписка о неразглашении в СМИ информации о деятельности компании. В обязанности сотрудницы входило написание не менее пяти «провластных» комментариев в день на политические темы в соответствии с выдававшимся начальством техзаданием, а также ведение собственного блога на заданные темы. В 2015 году Людмила Савчук подала иск из-за отсутствия официального трудового договора и приказа об увольнении, невыплаты зарплаты. 17 августа 2015 года суд удовлетворил её ходатайство. «Интернет исследования» официально оформили контракт и выплатили ей долги по зарплате, а также выплатили 1 рубль моральной компенсации. Комментируя исход судебного процесса для DW, Людмила Савчук выразила удовлетворение тем, что «вытащила этих людей в публичное пространство» и заявила, что смогла «в юридическом плане доказать существование „фабрики троллей“ и их работу по производству заказных комментариев».
В июне 2016 года в Куйбышевском районном суде Санкт-Петербурга начался процесс по искам петербургского миллиардера Евгения Пригожина к «Яндексу». Заявитель требовал удалить из поисковика ссылки на публикации ФБК (писавшего о проблемах с выигранными фирмами Пригожина подрядах у Минобороны РФ) и Фонтанки (писавшей о финансировании предпринимателем деятельности «фабрики троллей»). Освещение в СМИ привело к эффекту Стрейзанд. В дальнейшем он отказался от иска.
В августе 2016 года бывшая сотрудница «Интернет-исследований» и «Теки» Ольга Мальцева подала иск к компаниям в Невский районный суд Санкт-Петербурга, представляемая юристами «Команды 29». Она потребовала выплатить ей 300 тысяч рублей как задолженность по пособию по уходу за ребёнком и 50 тысяч в качестве компенсации морального вреда. В суд были переданы ряд техзаданий и скриншоты внутренней переписки сотрудников в Telegram. Представители «фабрики троллей» на судебные заседания не приходили. 22 февраля 2017 год суд отклонил поданный иск.
В октябре 2016 года по итогам проверки деятельности компании ООО «Интернет-исследования» правоохранительные органы нашли признаки состава преступления, предусмотренного ст. 159 УК РФ (мошенничество).
В сентябре 2017 года представители социальной сети Facebook сообщили, что «фабрика троллей» с июня 2015 по май 2017 года через 500 управляемых аккаунтов потратила 100 тыс. долларов США на распространение политической рекламы (по вопросам расовых тем, прав сексуальных меньшинств, права на ношение оружия и других). Связанные с ней учётные записи были удалены, так как противоречили внутренним правилам соцсети.

## Санкции
В 2018 году в США против организации и её руководителей заочно были выдвинуты уголовные обвинения, а сама организация и связанные с ней лица попали в санкционный список США.
В 2022 году, после признания Россией ДНР и ЛНР и вторжения на Украину, Евросоюз включил агентство в санкционный список за «манипулирование общественным мнением». Евросоюз отмечает что Агентство интернет-исследований «проводит кампании по дезинформации, нацеленные на украинскую повестку, путём влияния на восприятие аннексии Крыма или конфликта в Донбассе».
Позднее структура была внесена в санкционные списки Швейцарии, Японии, Великобритания, Австралии и Новой Зеландии.
3 февраля 2023 года внесена в санкционный список Канады как причастная к «распространению российской дезинформации и пропаганды».